# 富蘭克林 (新罕布什爾州)
43°26′49″N 71°39′25″W / 43.44694°N 71.65694°W富蘭克林（Franklin, New Hampshire）是美國新罕布什爾州麥立馬克縣北部的一個城市，位於梅里马克河形成之處。面積75.5平方公里。2010年人口8,477人，截至2018年，人口估计为8,712人。是該州十三個城市人口最少的。該市1764年建立，1828年設鎮，1895年設市。市名紀念美國開國元勛、政治家本杰明·富蘭克林。